# Grolleau

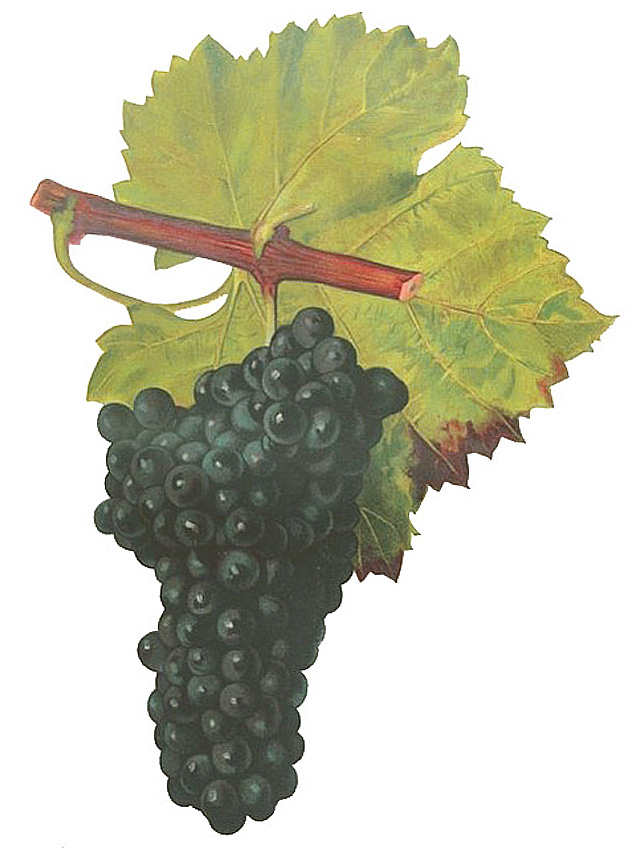
Grolleau im Buch von Viala & Vermorel (als Groslot de Cinq Mars)

Grolleau ist eine Rotweinsorte. Sie wird vor allem im Loiretal in Frankreich angebaut, ist aber stark rückläufig (die angebaute Rebfläche betrug im Jahr 2007 2.363 Hektar im Vergleich zu 11400 ha im Jahr 1958). Ersetzt wurde sie meist durch den Gamay und die Sorte Cabernet Franc. Sie wird auch Groslot genannt.
Die Sorte ist ertragreich (80 bis 120 Hektoliter pro Hektar) und liefert säurebetonte Weine, die nicht sehr alkoholreich sind. Reinsortig wird sie beispielsweise zum Roséwein Rosé d'Anjou ausgebaut. Sie wird häufig mit Gamay verschnitten und ist auch Bestandteil von Schaumweinen.
Es gibt außerdem weiße Varianten: Der Grolleau Gris wird in Maine-et-Loire, Vendée und Loire-Atlantique kultiviert, der Grolleau blanc wurde durch die Ampelographen Chauvigné und Maisonneuve in der Appellation Coteaux-du-Layon gefunden, scheint aber mittlerweile ausgestorben zu sein.

## Synonyme
Grolleau ist auch unter den Namen Bourdalès (irrtümlich in Madiran so benannt), Franc noir, Gamay de Châtillon, Gamay groslot, Gloire de Tours, Grolleau de Cinq-Mars, Grolleau de Touraine, Grolleau de Tours, Grolo chernyi, Groslot, Groslot de Cinq-Mars, Groslot de Valère, Groslot de Vallères, Moinard, moinard grolleau, neri, Noir de Saumur, Pineau de Saumur, Plant boisnard und Plant mini bekannt.

## Ampelographische Sortenmerkmale
In der Ampelographie wird der Habitus folgendermaßen beschrieben:
- Die Triebspitze ist offen. Sie ist weißwollig behaart mit leicht karminrotem Anflug. Die bronzefarbenen Jungblätter sind nur spinnwebig behaart und die Blattoberfläche ist blasig.
- Die nicht gewellten Blätter sind entweder nicht gebuchtet oder aber dreilappig (sehr selten auch fünflappig) und schwach gebuchtet. Die Stielbucht ist lyrenförmig offen. Das Blatt ist stumpf gezahnt. Die Zähne sind im Vergleich der Rebsorten mittelweit gesetzt. Im Herbst verfärbt sich das Laub zum Teil rötlich.
- Die walzen- bis kegelförmige Traube ist groß, geschultert und dichtbeerig. Die rundlichen, sehr saftigen Beeren sind mittelgroß und von blauschwarzer Farbe.

Die früh austreibende Rebsorte reift ca. 15 Tage nach dem Gutedel und ist somit innerhalb der roten Rebsorten früh reifend, so dass sie in verhältnismäßig kühlen Lagen ausreifen kann.